# Mariene ecoregio Westelijk Groenlands Plat
De Mariene ecoregio Westelijk Groenlands Plat (4) (Engels: West Greenland Shelf marine ecoregion) is een biogeografische regio en ligt in de overgang van de Noord-Atlantische Oceaan naar de Noordelijke IJszee in het Marien rijk Arctica. De mariene ecoregio is vastgesteld door het World Wide Fund for Nature en The Nature Conservancy en is vernoemd naar het continentaal plat van Groenland.
In het zuidoosten grenst het gebied aan de mariene ecoregio Oostelijk Groenlands Plat (3) en in het noordwesten aan de mariene ecoregio Baffinbaai-Straat Davis (7) en de mariene ecoregio Noordelijk Groenland (1).

## Geografie
De mariene ecoregio ligt in de overgang van de Noord-Atlantische Oceaan naar de Noordelijke IJszee voor de zuidwestkust van Groenland. Het gebied strekt zich uit van ten zuiden van Pituffik in het westen van Groenland tot het eiland Nunarsuaq bij de zuidpunt van Groenland (Kaap Vaarwel) en ligt deels in de Baffinbaai, de Straat Davis en de Labradorzee. Het grootste eiland in het gebied is Qeqertarsuaq.
Door het gebied stroomt de West-Groenlandstroom.

## Biogeografie
Het gebied kent zeeleven dat houdt van arctische temperaturen.